# Hit Mania Champions 2008
Hit Mania Champions 2008 è una compilation di artisti vari facente parte della serie Hit Mania.
La compilation è mixata dal dj Mauro Miclini.

## Tracce
1. Dj Brizi & Selma Hernandes vs. Relight Orchestra – Remedios
2. Shirley Bassey – Get The Party Started
3. Baustelle – Charlie Fa Surf
4. The Mitchell Brothers – Michael Jackson
5. The Last Days Of Disco – What Does It Mean To U
6. Raffaella Destefano – Domani
7. Marco Demark – Tiny Dancer (feat. Casey Barnes)
8. Sugarfree – Scusa Ma Ti Chiamo Amore
9. Peter Cincotti – Goodbye Philadelphia
10. Get Far – All I Need (feat. Sagi Rei)
11. Priors – What You Need
12. Jerry Ropero & Michael Simon vs. Mendoca Do Rio – Berimbau
13. Britney Spears – Piece Of Me
14. Noferini – Till You Come Back (feat. Peyton)
15. DJ Ross vs. Double You – Change
16. Chanel – Dance
17. Dirty South – The End
18. Paul Johnson – Get Get Down
19. Nufrequency – Go That Deep (feat. Shara Nelson)
20. Frank Head – Para Parà Ra Rara
21. Federico Landini & Jane Kumada – Très Belle